# BMW Série 1 (F20)
La BMW Série 1 (F20) est une automobile compacte de BMW et le modèle d'entrée de gamme du constructeur automobile. Au sein de l'entreprise, la désignation F20 est utilisée pour la variante cinq portes et la désignation F21 est utilisée pour la variante trois portes. Cette Série 1 est la successeur de la gamme E87. La voiture est à propulsion, ce qui est rare dans ce segment. La présentation officielle de la F20 cinq portes a eu lieu le 5 juin 2011; les ventes ont débuté le 17 septembre 2011. La F21 trois portes a suivi en septembre 2012.
Fin février 2017, BMW a lancé la Série 1 F52 berline tricorps en Chine. Contrairement à la variante à hayon, celle-ci, comme la deuxième génération du X1, est basée sur la plate-forme UKL2 de BMW et elle est donc proposée de série avec la traction avant.
La production de la F20 s'est terminée fin juin 2019. La successeur, appelée F40, a été présentée le 27 mai 2019 et lancée en septembre 2019.

## Historique du modèle

### Général
Le premier modèle de la gamme était la F20 berline cinq portes, qui a fait ses débuts publics au salon de l'automobile de Francfort 2011. La conception provient de Nico Huet. La F21 trois portes, qui a été présentée au public pour la première fois à l'AMI 2012 à Leipzig, a suivi en septembre 2012. La deuxième Série 1 partage sa plate-forme avec la BMW Série 3 (F30). Depuis cette nouvelle génération, BMW n'utilise la désignation "Série 1" que pour les berlines à hayon. Les coupé (E82) et cabriolet (E88) de la génération précédente ont été remplacés par la Série 2 à partir du printemps 2014,.
Les véhicules sont fabriqués à l'usine BMW de Ratisbonne et également à l'usine BMW de Leipzig depuis mars 2012. Au total, 1 248 737 Série 1 F20 avaient été livrées à la fin de la production en 2019.

### Périodes de production
- Modèle cinq portes (F20) : de juin 2011 à juin 2019
- Modèle trois portes (F21) : de juillet 2012 à juin 2019

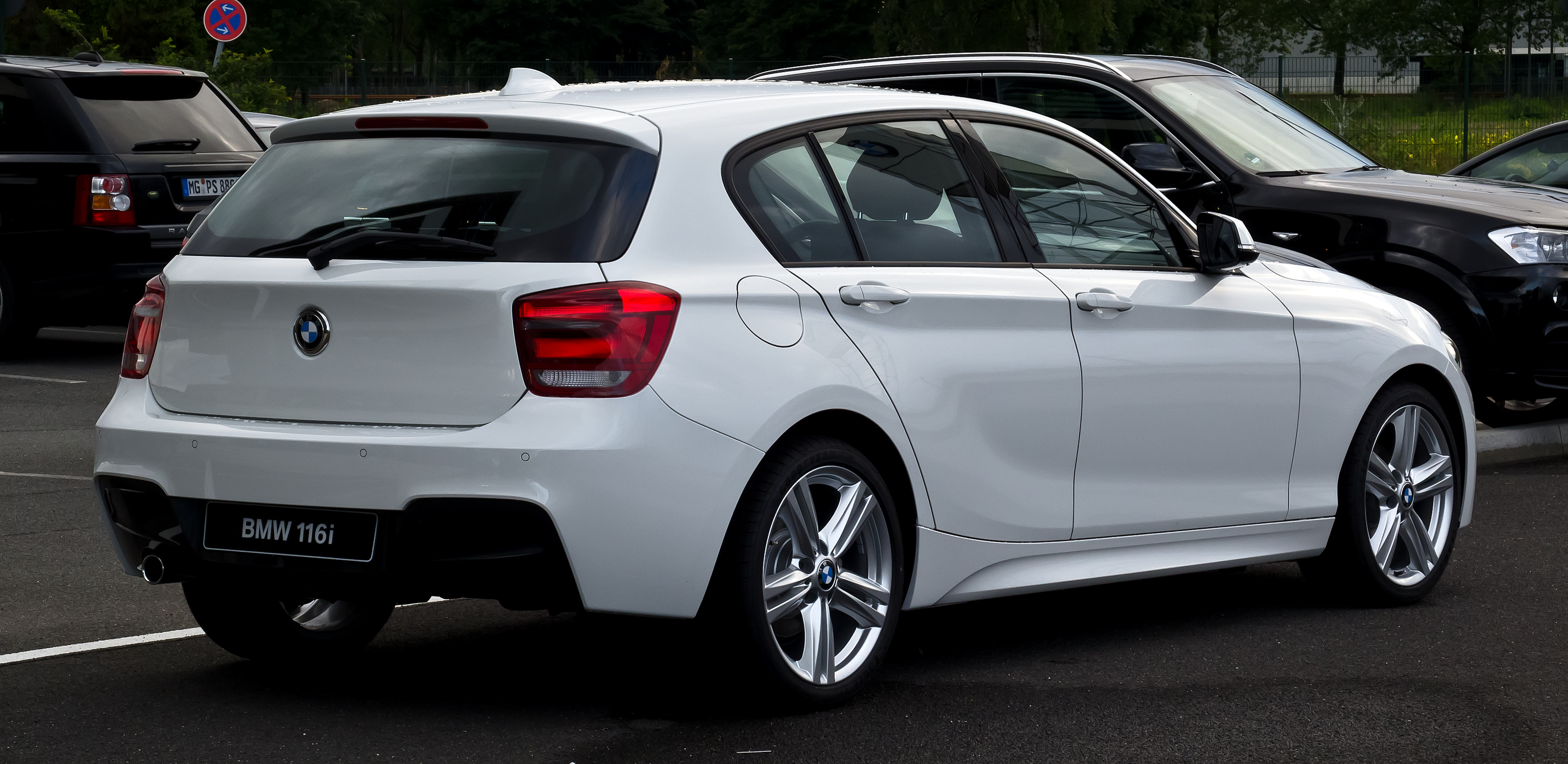
Vue arrière jusqu'à la mise à jour du modèle en 2015
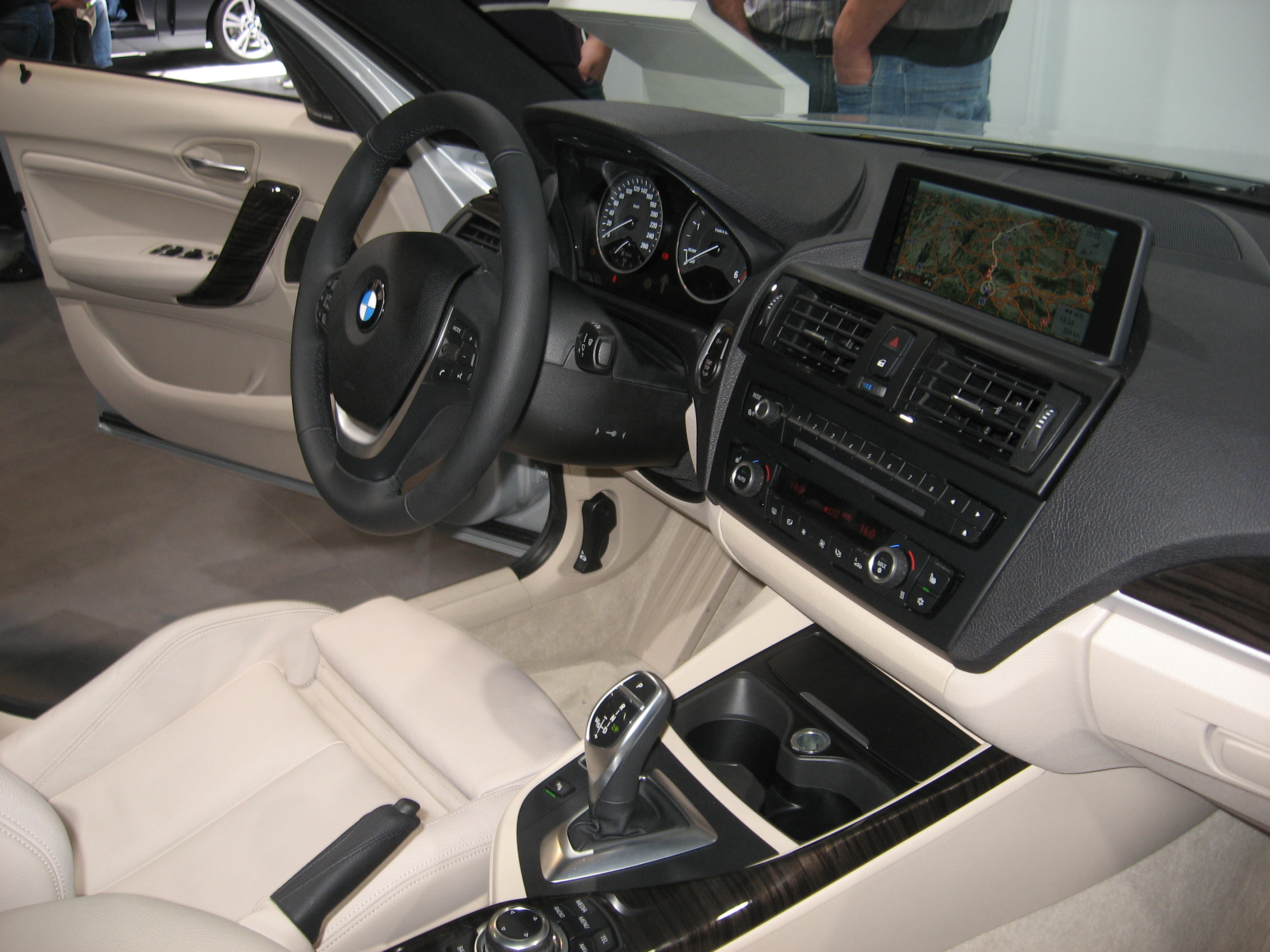
Intérieur
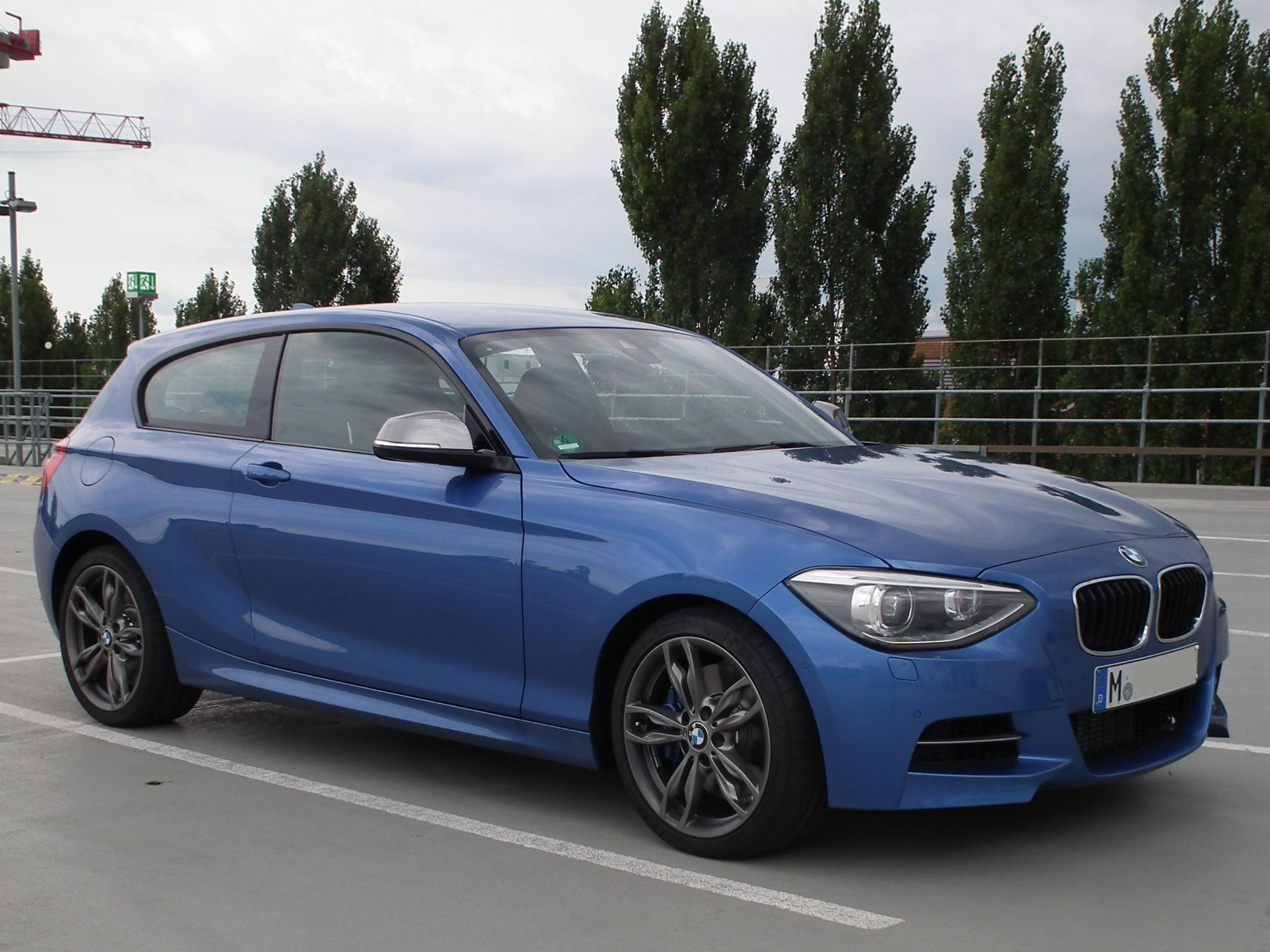
BMW M135i (2012–2015)
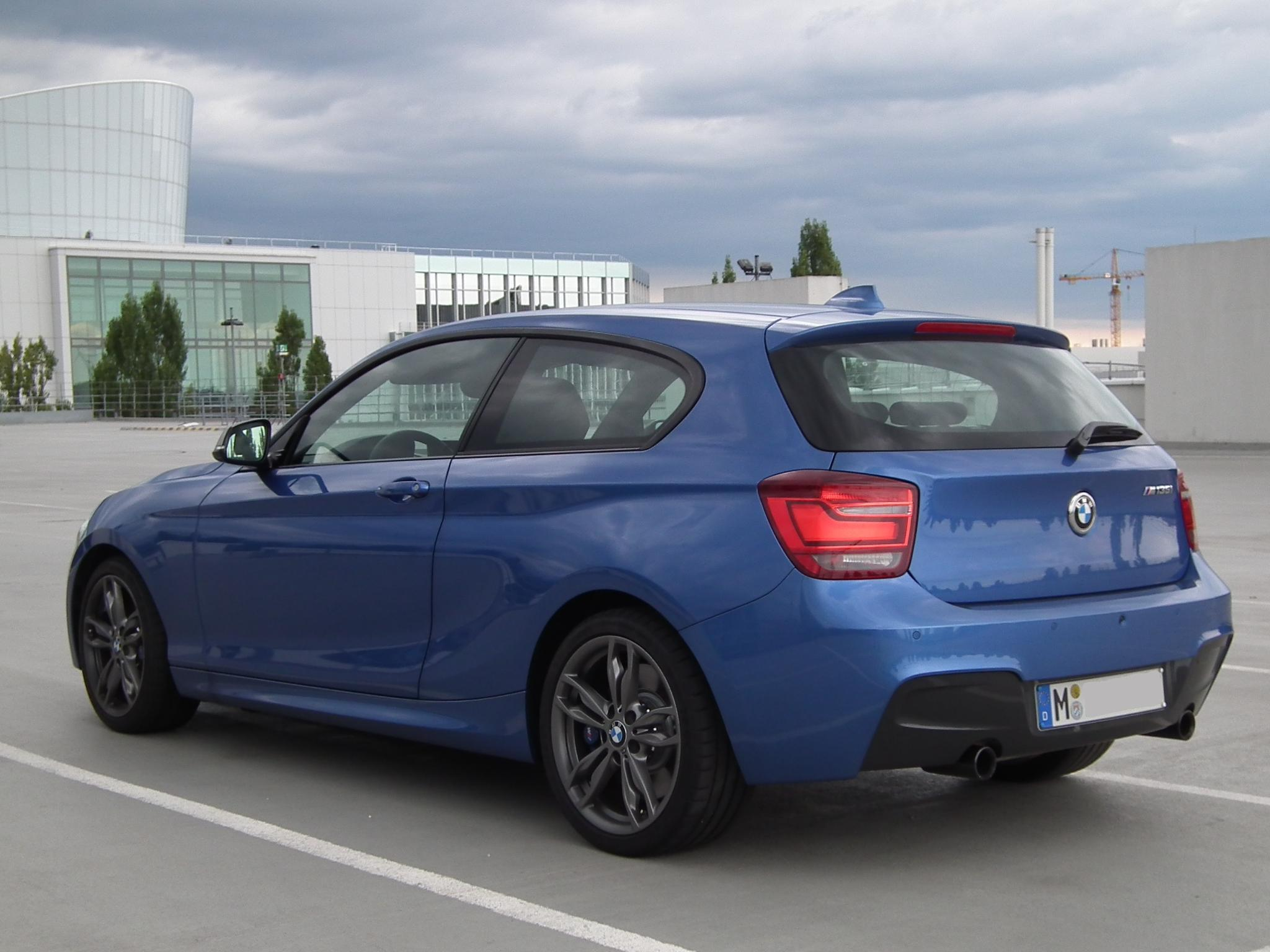
Vue arrière pré-lifting

### Différences importantes avec la prédécesseure
- Deux finitions d'équipement (Sport Line et Urban Line) étaient déjà disponibles au lancement sur le marché.
- Les nouveaux moteurs essence quatre cylindres disposent désormais d'un turbocompresseur. La cylindrée a été réduite à 1,6 litre.
- La transmission automatique à 6 rapports est remplacée par une transmission automatique ZF-8HP à huit rapports de ZF Friedrichshafen (en option).
- Le système IDrive est désormais également disponible sans système de navigation (radio Professional en équipement spécial jusqu'à la première mise à jour du modèle). La radio "Professional" fait partie de l'équipement de base depuis le lifting.
- Pour la première fois sur une voiture de tourisme de BMW, les clignotants latéraux sont situés dans les boîtiers des rétroviseurs extérieurs.
- Il existe un mode Eco-Pro qui aide le conducteur à économiser du carburant.
- Des assistants tels que l'assistant de stationnement, l'avertissement de sortie de voie, l'avertissement de collision, la caméra de recul et les informations de limitation de vitesse sont disponibles en option sur la Série 1 (connue de la BMW Série 5).
- La F20 est le premier modèle de BMW à recevoir l'extension Real-Time Traffic Information (RTTI) pour le ConnectedDrive. Ce service d'informations routières en ligne utilise des données anonymisées sur les mouvements des téléphones portables pour déterminer le flux de trafic afin d'optimiser les calculs d'itinéraire. Outre les autoroutes, cela couvre également les routes de campagne et de centre-ville. Le principe est similaire a celui du système concurrent TomTom Traffic.
- Contrairement à la génération précédente elle propose une transmission intégrale en option (appelée « xDrive » par BMW).

### Dimensions
Avec une longueur de 4 324 mm, la Série 1 a gagné 85 mm par rapport à sa devancière. L'empattement a été augmenté de 30 mm et la largeur de voie de 51 mm (à l’avant) et de 72 mm (à l’arrière). L'augmentation profite aux passagers de la banquette arrière (+21 mm d’espace pour les jambes ici).
| Longueur                                        | 4324 mm    | 4324 mm    |
| Empattement                                     | 2690 mm    | 2690 mm    |
| Largeur (y compris les rétroviseurs extérieurs) | 1984 mm    | 1984 mm    |
| Hauteur                                         | 1421 mm    | 1421 mm    |
| Coffre                                          | 360–1200 l | 360–1200 l |

Le réservoir peut contenir 52 litres.

### Lifting
En janvier 2015, la version révisée de la Série 1 a été présentée, qui a été officiellement mise en vente le 28 mars 2015.
Les haricots BMW et les prises d'air sont devenus plus grands et ont pris une nouvelle forme. Les phares sont plus plats et équipés de série de feux de jour à LED; pour la première fois, ils sont également disponibles, en option, en version entièrement LED. À l'arrière, les feux arrière et le hayon ont été révisés. Des feux arrière à LED en deux parties sont désormais utilisés, qui sont disposés en forme de L typique de BMW.
BMW a doté la partie supérieure de la console centrale d'un cadre décoratif chromé autour des consoles de commande de la radio et de la climatisation. L'équipement de série a également été complété par des systèmes d'assistance supplémentaires, notamment un capteur de pluie, la climatisation automatique, la radio Professional avec contrôleur iDrive de BMW et écran de 6,5 pouces, ainsi qu'un affichage de pression séparé pour chaque pneu. De nouveaux ensembles d'équipements offrent des possibilités de personnalisation. Un système d'aide à la conduite optionnel est également nouveau : le régulateur de vitesse actif est basé sur un radar qui s'adapte au trafic à venir, qui peut faire s’arrêter ou redémarrer la voiture grâce à un système d'arrêt-démarrage automatique. De plus, l'assistant de stationnement est également capable de se garer perpendiculairement.
Pour la première fois, BMW proposait les versions les plus faibles avec un moteur trois cylindres : Le moteur essence turbocompressé de la 116i délivre 80 kW (109 ch) et jusqu'à 100 kW (136 ch) dans la 118i, avec un couple maximal de 220 Newton mètres pour les deux modèles. Les modèles 116d et 116d Efficient Dynamics continuent de proposer des moteurs diesels à trois cylindres. Les deux modèles délivrent jusqu'à 85 kW (116 ch) avec un couple maximal de 270 Nm. La consommation de carburant de la 116d Efficient Dynamics est donnée à 3,8 litres, donc environ 0,3 litre de moins, et elle a une vitesse de pointe de 195 km/h, soit 5 km/h de moins.
Les performances de tous les autres moteurs ont été augmentées et la consommation et les émissions polluantes ont été réduites.

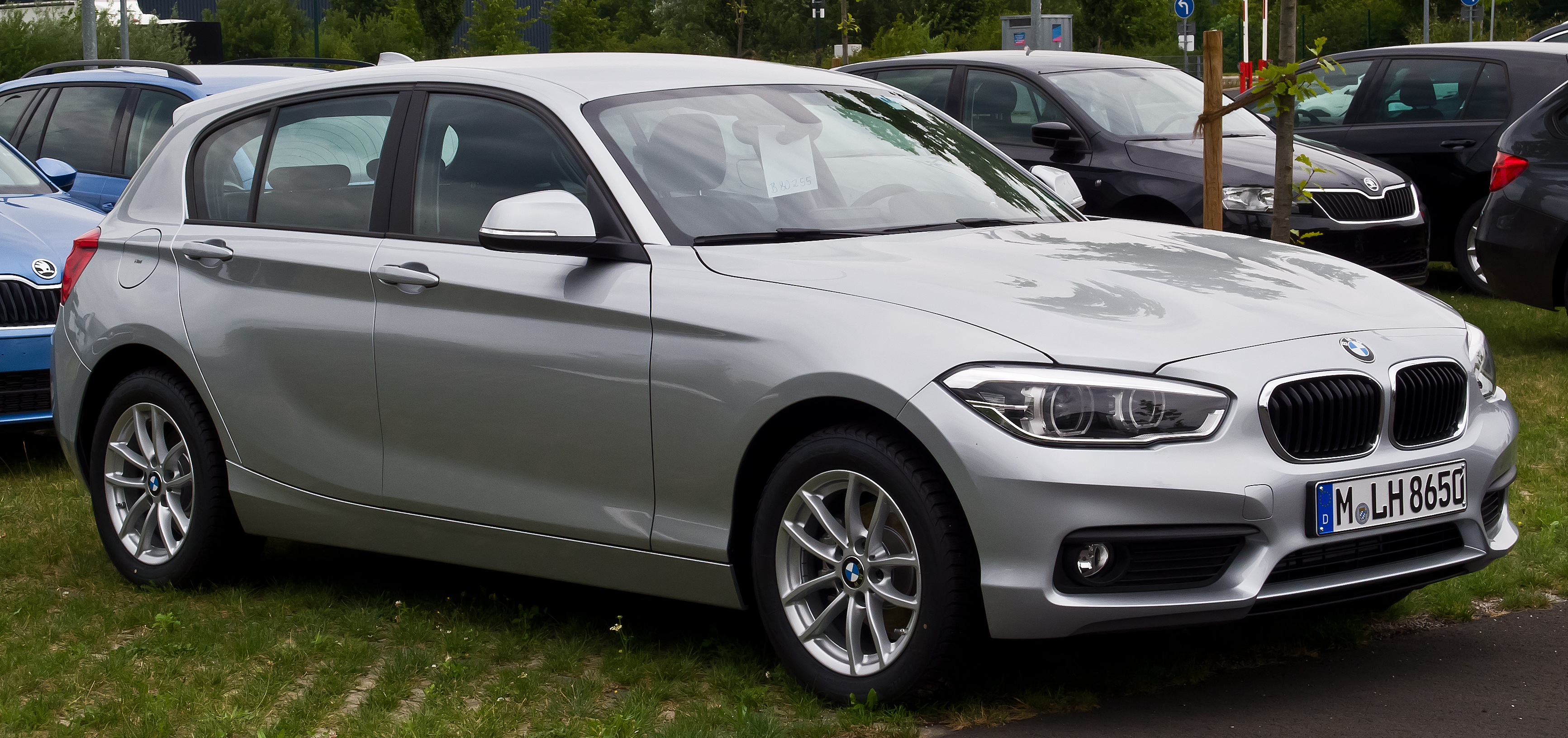
BMW 116i (2015–2019)
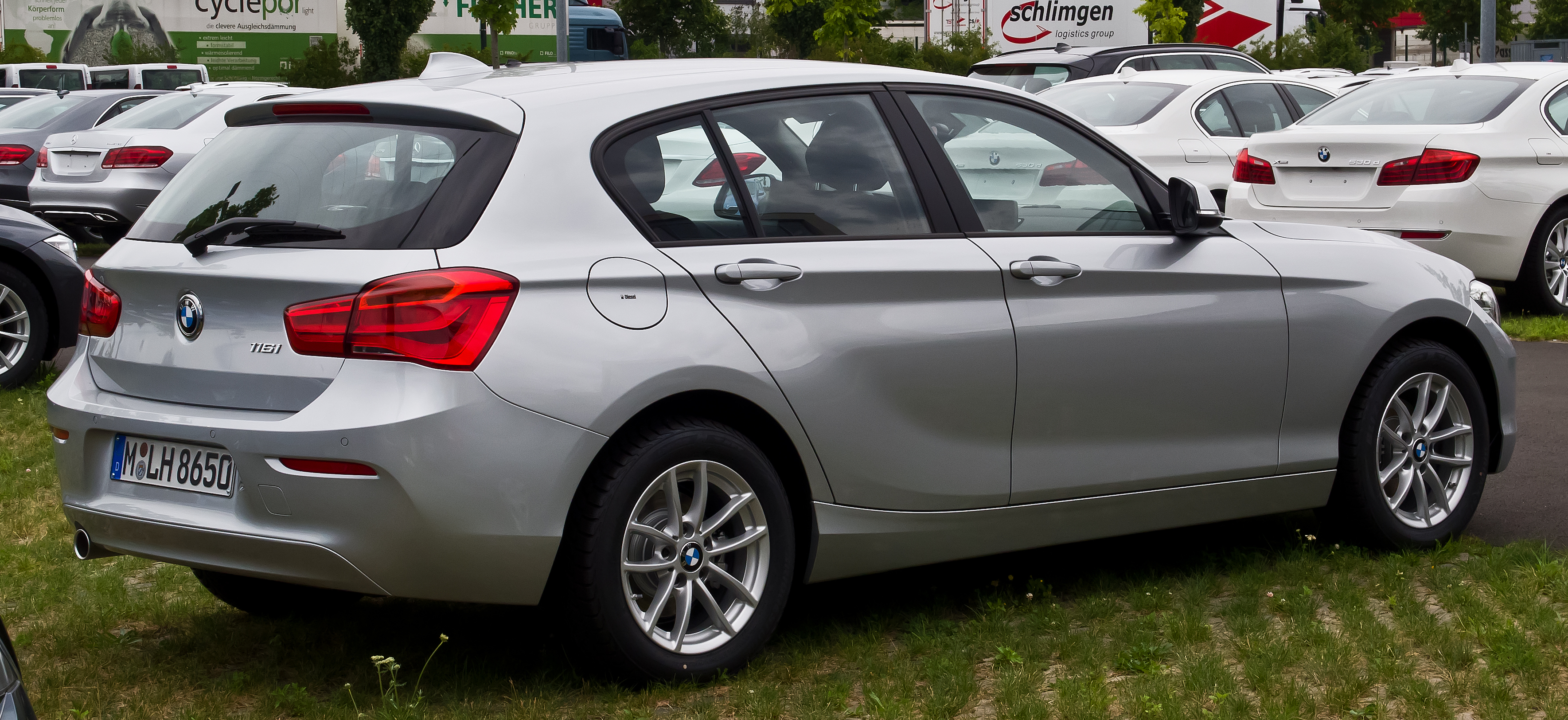
Vue arrière
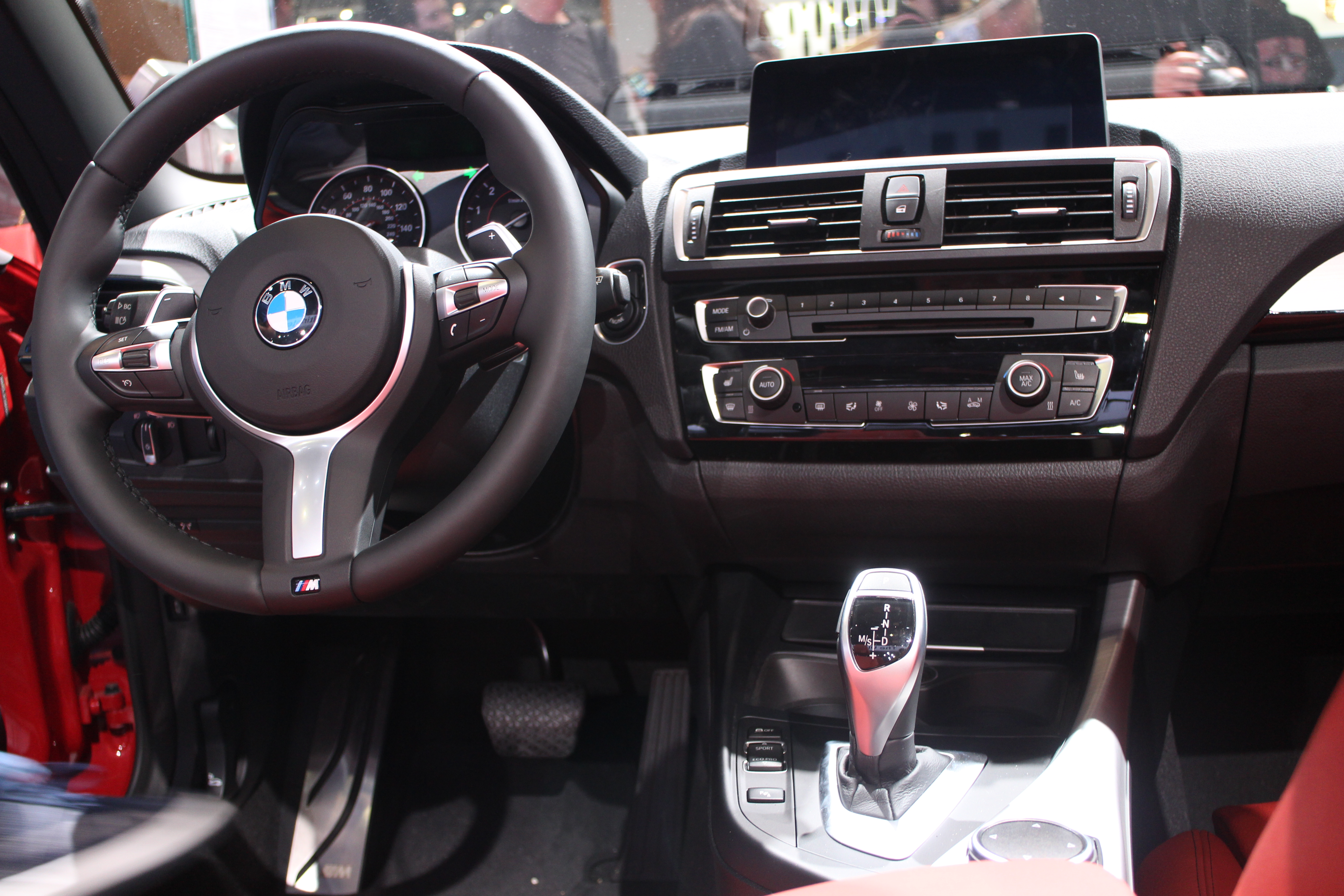
Tableau de bord, avec volant sport
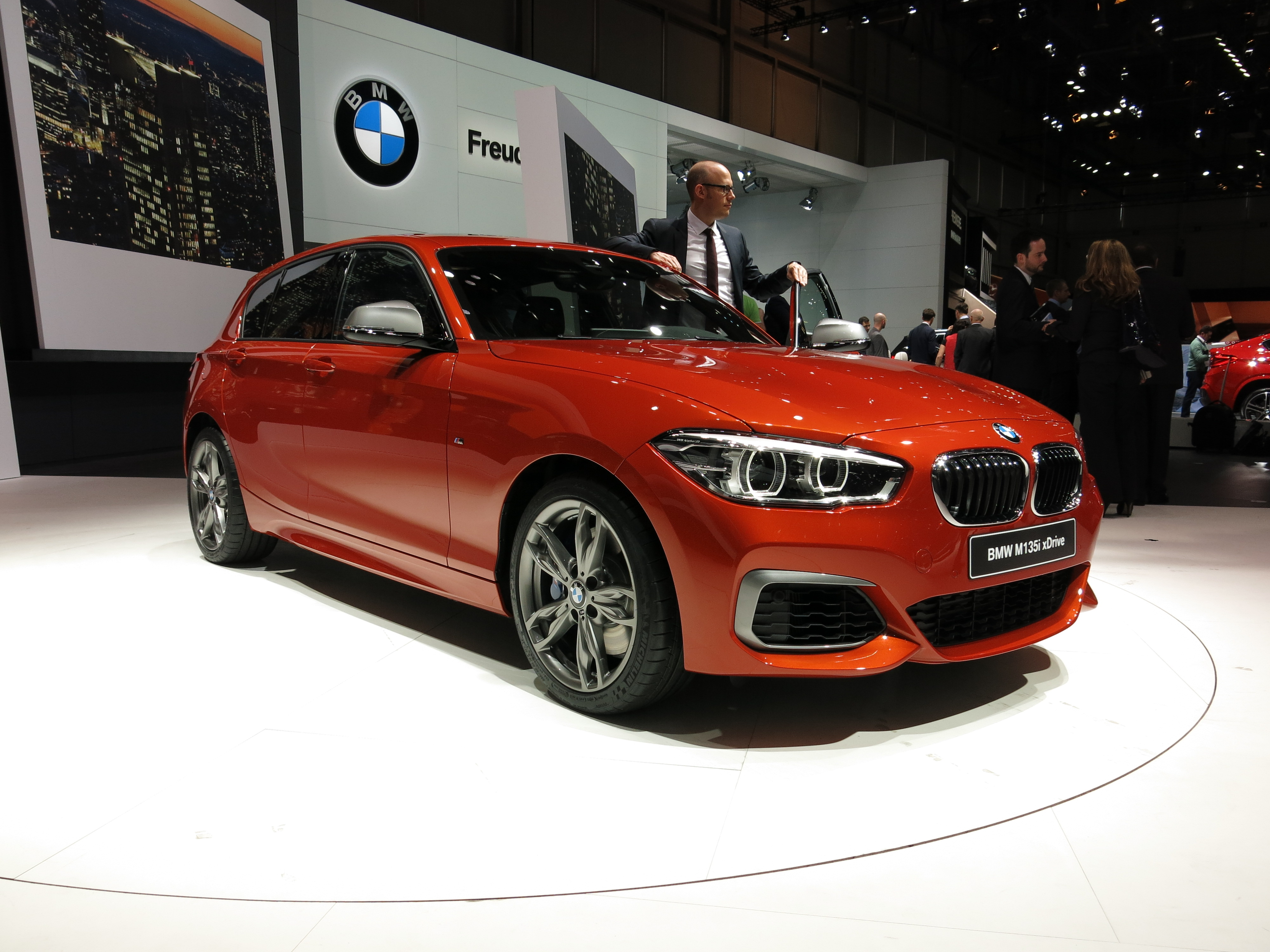
BMW M135i (2015–2016)

L'intérieur a été révisé pour l'année modèle 2017.

## Équipement
Les deux finitions d'équipement Sport Line et Urban Line sont disponibles en option pour l'équipement de base.

## Technologie

### Réglage du véhicule
Sur la console centrale, un interrupteur de style de conduite peut être utilisé pour modifier les caractéristiques du moteur, le contrôle de la stabilité de conduite, les caractéristiques de la direction et le programme de changement de vitesse ainsi que la dynamique de changement de vitesse de la transmission automatique. Les modes disponibles sont Comfort, Sport et Eco Pro. Il existe également un mode Sport+ en conjonction avec certains extras optionnels.
Dans les véhicules équipés du système de navigation Professional ou de l'équipement Sportline, les valeurs de puissance et de couple du moteur peuvent être affichées en temps réel sur l'écran de la console centrale.

### Direction, châssis et freins
Une direction assistée électromécanique est de série sur toutes les versions. Un Servotronic (direction assistée en fonction de la vitesse) ou une direction sport variable sont disponibles en option. Le rapport de direction global est de 15,0:1.
La suspension des roues avant se compose de jambes de suspension MacPherson, chacune avec deux triangles en aluminium léger articulés l'un à côté de l'autre sur le porte-roue (essieu à jambe de tension à double articulation). L'essieu arrière se compose (de chaque côté) de cinq maillons en acier léger et d'un sous-châssis monté élastiquement.
Tous les modèles sont équipés de série d'une propulsion arrière. Le système de transmission intégrale BMW xDrive est disponible en option pour la 120d et la M135i depuis septembre 2012.
À l'avant, le système de freinage fonctionne avec des freins à disque à étrier flottant à piston unique ventilés de l'intérieur. Des freins à disque à étrier flottant à piston unique sont également installés à l'arrière. La F20 dispose d'un frein de récupération : la batterie est principalement chargée par le générateur lors des freinages et des ralentissements.

### Boîte automatique à 8 rapports optionnelle
BMW propose en option une boîte automatique à huit rapports au lieu de la boîte manuelle. En raison de la large répartition des rapports, le niveau de régime moteur et le niveau de bruit intérieur à haute vitesse ont été réduits. Malgré l'augmentation de six à huit rapports de la boîte automatique ZF-8HP, des composants supplémentaires pouvaient être supprimés. Le poids et les dimensions n'ont que légèrement augmenté par rapport à la transmission automatique ZF-6HP. La boîte automatique à huit rapports peut sauter des vitesses, de sorte qu'elle peut passer de la huitième à la deuxième vitesse dans la bonne situation de conduite et elle n'a qu'à ouvrir un seul embrayage. La boîte de vitesses est fabriquée par ZF Friedrichshafen. Elle n'est pas disponible dans les modèles 116d EfficientDynamics Edition, 114i et 114d.

### Multimédia
La Série 1 est équipée de série d'une radio avec Bluetooth, de six haut-parleurs et d'une connexion Aux-In. Un lecteur CD était disponible en option.
Un lecteur DVD, un récepteur DAB ou un système de haut-parleurs Harman Kardon avec 12 haut-parleurs et une puissance de 360 watts sont disponibles. Le système d'exploitation iDrive est disponible avec le système de navigation ou la radio Professional. Il dispose d'un écran haute résolution de 6,5 pouces ou 8,8 pouces de diagonale sur le tableau de bord. La radio "Professional" est standard depuis le lifting en 2015, tout comme l'iDrive.
Avec l'option BMW Apps, les propriétaires d'IPhone peuvent, entre autres, recevoir des stations de radio Web et afficher les notifications Facebook et Twitter sur l'écran de bord. De plus, un accès complet à Internet est disponible.

## Sécurité
La BMW F20 a un système anti-blocage des roues (ABS) avec assistance au freinage d'urgence et commande de freinage en virage, ceinture de sécurité aux cinq places, avec prétensionneur de ceinture et limiteur d’effort de la courroie pour les ceintures avant, un correcteur électronique de trajectoire (Electronic Stability Control, ESP) avec contrôle de stabilité automatique (appelés contrôle de stabilité dynamique ou antipatinage dynamique par BMW) et six airbags (un pour le conducteur, un pour le passager avant, deux airbags latéraux et un airbag de tète pour le conducteur et pour le passager avant). Pour faciliter la reconnaissance des freinages très brusques, les feux stop se mettent à clignoter.
Les sièges enfants ne peuvent être solidement fixés qu'aux sièges extérieurs de la banquette arrière. Des supports Isofix y sont également disponibles. Un airbag commutable est monté de série pour le siège du passager avant.
L'avertissement de sortie de voie et l'avertissement de collision frontale sont disponibles moyennant des frais supplémentaires. En revanche, il n'y a pas d'interventions de conduite (contre-braquage ou freinage).
Le véhicule a reçu cinq étoiles au crash test Euro NCAP 2011. Les sous-scores sont de 91 % pour la protection des occupants, 83 % pour la sécurité des enfants, 63 % pour la protection des piétons et 86 % pour la sécurité active.

## Motorisations
En mars 2012, la 116d EfficientDynamics Edition a rejoint la gamme. Grâce à des mesures supplémentaires pour réduire la consommation, ce modèle est la première automobile BMW à atteindre des émissions de CO2 inférieures à 100 g/km selon le cycle de conduite ECE.
À partir de septembre 2012, la 114i et la M135i étaient disponibles.
La M135i (ou plus tard la M140i) et la 120d sont également disponibles avec le système de traction intégrale xDrive depuis novembre 2012. La 120d peut être associée à une transmission automatique à partir de mars 2015. Elle est également disponible pour la 118d depuis juillet 2013.
De plus, les modèles 118i et 120d trois portes sont également disponibles à partir de novembre 2012. La 114d a suivi plus tard avec une version plus faible du moteur de la 116d.
Aucune 114d n'est actuellement proposée avec le lifting de 2015, donc l’automobile compacte commence avec la 116d de 85 kW (116 ch) et pour la première fois avec un moteur diesel 3 cylindres.
Depuis juillet 2016, le moteur B48 est utilisé dans la 120i, le modèle M135i a été remplacé par la M140i avec moteur B58.

## Aspects écologiques
Le terme BMW Efficient Dynamics englobe plusieurs innovations techniques qui permettent de réduire la consommation de carburant tout en augmentant les performances. De plus, la Série 1 dispose d'un mode Eco Pro. Un style de conduite économe en carburant est soutenu par l'adaptation de la commande de conduite et du fonctionnement du système de chauffage et de climatisation, du chauffage des rétroviseurs extérieurs et du chauffage des sièges ainsi que des informations pour le conducteur via l'écran au milieu du cockpit (si disponible).
Les moteurs essence fonctionnent avec une injection directe guidée par pulvérisation (High Precision Injection) et un turbocompresseur à double volute (TwinPower-Turbo) avec deux ouvertures d'admission des gaz d'échappement.
Les modèles à moteurs diesel sont équipés de série d'un filtre à particules et leur turbocompresseur possède des aubes directrices réglables en entrée de turbine (chargeur VTG).